# Flugplatz Linguère

i7
i11
Der Flugplatz Linguère (französisch Aérodrome de Linguère, IATA: N/A, ICAO: GOOG) ist ein Flugplatz außerhalb der Stadt Linguère in der Region Louga im Norden Senegals.
Der Flugplatz wird von der Regierung Senegals für die zivile Luftfahrt betrieben. Er liegt rund dreieinhalb Kilometer östlich des Stadtzentrums an der Nationalstraße N 3. Die verschiedentlich anzutreffende Höhenangabe von 21 Meter trifft auf das Stadtzentrum von Linguère zu, nicht aber auf den Flugplatz. Dieser liegt eher auf 37 Meter Höhe, wie das Höhenlinienmodell des offiziellen Landkartenportals nahelegt, in Verbindung mit der Höhenangabe bei Geonames.